# Joan Llabrés Bernal
Joan Llabrés Bernal. (Palència, 1900 — Palma, 1975) va ser un historiador mallorquí.
Fill de Gabriel Llabrés i Quintana, es va llicenciar en Filosofia i lletres (1921) i Dret (1921). Va ser membre del Cos tècnic de Governació des de 1928 i fou secretari general del Govern Civil de les Balears entre 1949 i 1970. Professor de dret de l'Escola de Nàutica de Palma, director del Museu Arqueològic d'Alcúdia i president del Patronat del Museu de Mallorca, publicà un bon nombre de treballs sobre bibliografia balear i sobre història, especialment de la marina, però també sobre prehistòria. La seva obra més important és Noticias y relaciones históricas de Mallorca, crònica del s XIX (quatre volums publicats, 1958-66, que comprenen del 1800 al 1870). Col·laborà a publicacions com "El Iris Nautilus", "Studia", "Revista General de Marina" i "Revista de Menorca". Va obtenir el Premi Ciutat de Palma d'investigació (1969) i el Premi de l'Ateneu de Maó (1972).

## Obres
- El Archivo de la Audiencia de Mallorca. Noticia histórico-descriptiva (1923)
- La Escuela de Náutica de Palma de Mallorca. Monografía histórica (1925)
- La Marina de guerra en África (1928), escrit en col·laboració amb Eduardo Quintana
- Breve noticia de la labor científica del Capitán de Navío D. Felipe Bauzá y de sus papeles sobre América (1764 - 1834) (1934)
- De como ingresó en la Armada el General Barceló (Episodios del corso marítimo del siglo XVIII) (1944)
- Aportación de los españoles al conocimiento de la ciencia náutica (1958)
- Apuntes para la historia marítima de Ibiza (1958)
- De la marina de antaño. Notas para la historia de Menorca (siglos XVIII-XIX) (1968)
- Noticias y relaciones históricas de Mallorca. Siglo XIX